# Nicky Morgan

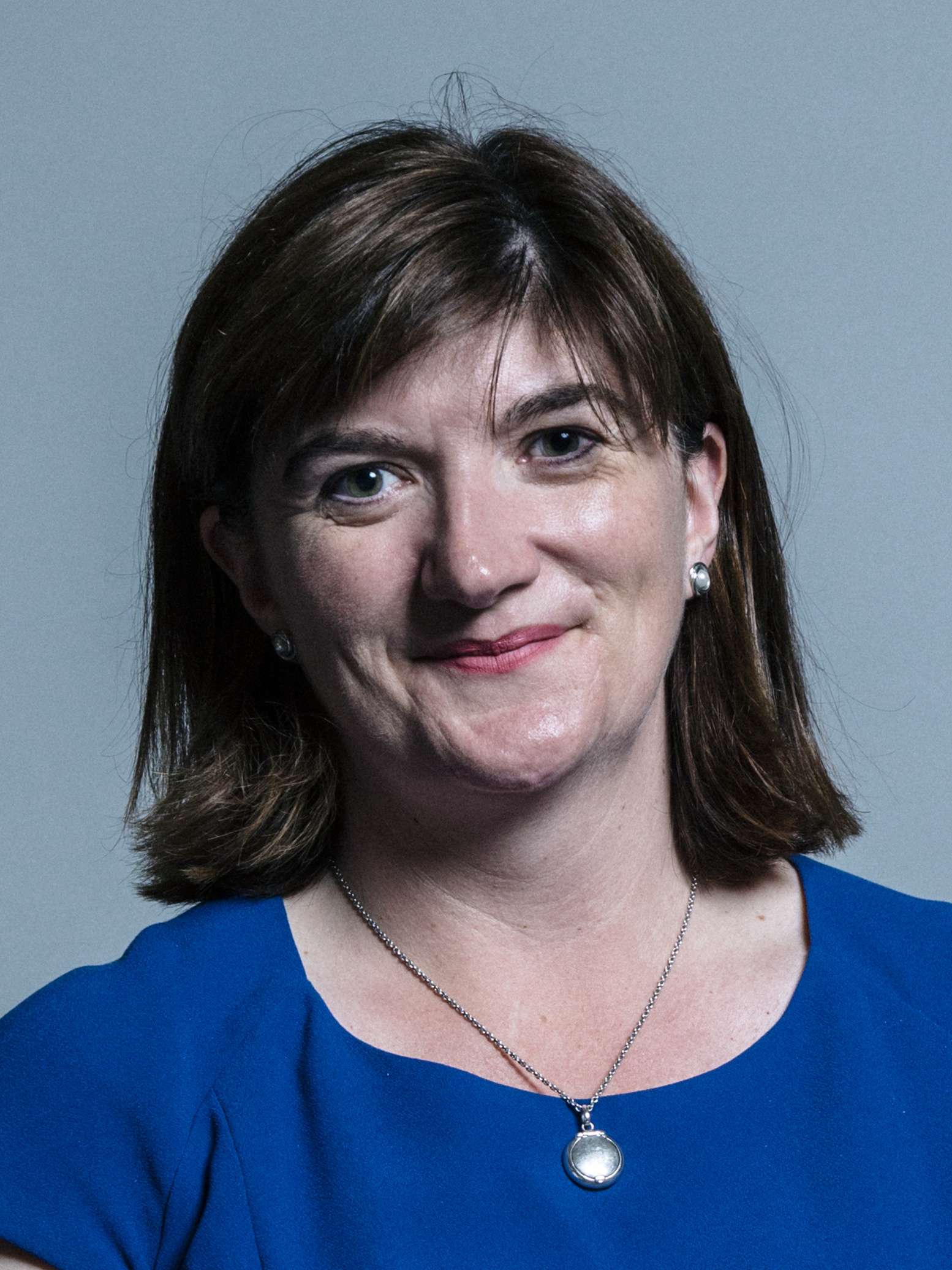
Nicky Morgan (2017)

Nicola Ann „Nicky“ Morgan, Baroness Morgan of Cotes (geborene Griffith, * 1. Oktober 1972 in Kingston upon Thames) ist eine britische Politikerin. Sie gehört der Conservative Party an und vertrat im House of Commons seit den Britischen Unterhauswahlen 2010 bis 2019 den Wahlkreis Loughborough in Leicestershire. Seit 2020 ist sie als Life Peer Mitglied des House of Lords.
Morgan war als Staatsministerin für Digitalisierung, Kultur, Medien und Sport (Secretary of State for Digital, Culture, Media and Sport) Mitglied des von Premierminister Boris Johnson geführten Kabinetts. Unter Premierminister David Cameron war sie von 2014 bis 2016 bereits als Frauen- (Minister for Women and Equalities) und Bildungsministerin (Secretary of State for Education) tätig. Am 13. Februar 2020 schied sie aus dem Kabinett aus.

## Biographie
Morgan wurde als Nicola Ann Griffith geboren und studierte nach ihrer Schulzeit, welche sie an der Surbiton High School verbrachte, Rechtswissenschaft am St Hugh’s College der University of Oxford. Bereits zu Studienzeiten war Morgan in den Vorfeldorganisationen der Conservative Party engagiert. Sie bewarb sich als Präsidentin der Oxford University Conservative Association, wurde jedoch von Daniel Hannan in der Wahl geschlagen. Zudem war Morgan Mitglied der Oxford Union und als deren Schatzmeisterin tätig. Auch die Wahl zur dortigen Präsidentin verlor sie. 1994 wurde sie zur Rechtsanwältin zugelassen.
Für die Unterhauswahl 2001 war Morgan die konservative Kandidatin im Wahlkreis Islington South and Finsbury. Sie verlor die Wahl jedoch mit 13,7 % in dem von der Labour Party dominierten Distrikt. Ab der Unterhauswahl 2005 trat sie im Wahlkreis Loughborough an, wo sie jedoch 2005 noch unterlag. Bei der Unterhauswahl 2010 gelang ihr der Einzug in das House of Commons mit 41,6 % der Wählerstimmen. Ihre erste Rede im Unterhaus (maiden speech) hielt sie am 8. Juni 2010 über Wirtschafts- und Pensionsthemen. Seither wurde sie mit 49,5 % und 49,9 % in den Jahren 2015 und 2017 wiedergewählt.
Unter David Cameron amtierte sie als Frauen- und als Bildungsministerin. Als Theresa May die Nachfolge Camerons antrat, verlor Morgan ihren Kabinettsposten. Unter Boris Johnson wurde sie als Kulturministerin erneut Mitglied des Kabinetts. In der parteiinternen Vorwahl hatte sie sich für die Wahl von Michael Gove zum Parteiführer ausgesprochen.
Im Zuge der Ausrufung von vorgezogenen Neuwahlen 2019 erklärte sie am 30. Oktober, sich nicht mehr für ihr Mandat bewerben zu wollen.
Nach seinem Sieg in der Britischen Unterhauswahl 2019 erklärte Premierminister Boris Johnson, dass Nicky Morgan weiterhin als Ministerin für Digitales, Kultur, Medien und Sport in seinem Kabinett tätig sein werde. Am 6. Januar 2020 wurde sie als Baroness Morgan of Cotes, of Cotes in the County of Leicestershire, zum Life Peer erhoben und ist dadurch seither Mitglied des House of Lords. Nur zwei Monate nach ihrer Bestätigung wurde sie durch Oliver Dowden ersetzt. 

### Privates
Morgen lehnte die Gleichgeschlechtliche Ehe ursprünglich ab, änderte jedoch mittlerweile ihren Standpunkt. Zusammen mit ihrem Mann Jonathan, welchen sie im Jahr 2000 heiratete, hat sie einen 2008 geborenen Sohn.